# Аркадски манастир
Вижте пояснителната страница за други значения на Аркади.
Аркадският манастир (на гръцки: Ιερά Μονή Αρκαδίου) се намира на 25 км югоизточно от Ретимно на северозападния склон на планината Ида на 500 м надморска височина.
Не се знае кога е основан манастирът, но историята го свързва с времето на Флавий Аркадий (началото на V век) или най-късно с времето на византийския император Ираклий I. Френският ботаник и пътешественик Жозеф Питон дьо Турнфор твърди, че манастирът се намира на мястото на древния град Аркадия. Манастирската църква датира от XVI век.
След превземането на Ретимно през 1648 г., по време на кандийската война, турците разграбват манастира. По-късно обаче на монасите е разрешено да се върнат. По време на османското владичество в манастира живеят около 100 души. През 1822 г. османски войници отново разграбват Аркади. След независимостта на Гърция Крит остава под управлението на Османската империя, въпреки че християните получават някои отстъпки. Аркади е център на събитията от 1866 г., по време на критското въстание (1866 – 1869), когато 15 000 турски войници щурмуват манастира и саможертвата на защитниците му го превръщат в Гърция в символ на борбата за независимост, който получава името „Холокостът на Аркади“. Аркади е едно от местата, обявени за град герой (Гърция).
До 26-годишна възраст в манастира живее Атанасий III Пателарос.